# Prémio Pessoa
O Prémio Pessoa é um prémio atribuído anualmente a pessoas de nacionalidade portuguesa que durante esse período, e na sequência de atividade anterior, se tenham distinguido como protagonistas na vida científica, artística ou literária. O prémio foi instituído em 1987 pelo jornal Expresso e é patrocinado pelo banco Caixa Geral de Depósitos. A sua constituição, em 1987, resultou de uma iniciativa conjunta do Expresso e da Unisys (Portugal), que se estendeu por 21 edições, até 2007, inclusive.

## Premiados
- 1987 - José Mattoso, historiador, medievalista e professor universitário;[2]
- 1988 - António Ramos Rosa, poeta;[3]
- 1989 - Maria João Pires, pianista;
- 1990 - Menez, pintora;
- 1991 - Cláudio Torres, arqueólogo;
- 1992 - António Damásio e Hanna Damásio, investigadores neurocientistas;[4]
- 1993 - Fernando Gil, filósofo e poeta;
- 1994 - Herberto Hélder, poeta (recusou o prémio);
- 1995 - Vasco Graça Moura, ensaísta, tradutor e escritor;
- 1996 - João Lobo Antunes, neurocirurgião;
- 1997 - José Cardoso Pires, escritor;
- 1998 - Eduardo Souto de Moura, arquitecto;
- 1999 - Manuel Alegre, poeta, e José Manuel Rodrigues, fotógrafo;
- 2000 - Emmanuel Nunes, compositor;
- 2001 - João Bénard da Costa, cinéfilo e historiador de cinema;
- 2002 - Manuel Sobrinho Simões, investigador em medicina;[4]
- 2003 - José Gomes Canotilho, constitucionalista;
- 2004 - Mário Cláudio, escritor;
- 2005 - Luís Miguel Cintra, actor e encenador;
- 2006 - António Câmara, professor e investigador em novas tecnologias e sociedade da informação;
- 2007 - Irene Flunser Pimentel, historiadora;
- 2008 - João Luís Carrilho da Graça, arquitecto;
- 2009 - D. Manuel Clemente, bispo, historiador e professor universitário;
- 2010 - Maria do Carmo Fonseca, cientista;[4]
- 2011 - Eduardo Lourenço, ensaísta;[5]
- 2012 - Richard Zenith, escritor e tradutor;[6]
- 2013 - Maria Manuel Mota, investigadora;[7]
- 2014 - Henrique Leitão, físico, historiador de ciência e professor universitário;[8]
- 2015 - Rui Chafes, escultor;[9]
- 2016 - Frederico Lourenço, escritor, tradutor e professor universitário;[10]
- 2017 - Manuel Aires Mateus, arquiteto;[11]
- 2018 - Miguel Bastos Araújo, investigador e geógrafo;[12][13]
- 2019 - Tiago Rodrigues, ator, encenador e diretor artístico[14]
- 2020 - Elvira Fortunato, cientista na área da microeletrónica e optoeletrónica[15]
- 2021 - Tiago Pitta e Cunha, jurista especializado em assuntos do mar[16]
- 2022 - João Luís Barreto Guimarães, poeta, tradutor e médico[17]
- 2023 - José Tolentino de Mendonça, poeta e cardeal da Igreja Católica[18]
- 2024 - Luís Tinoco, compositor[19]